# 许昌市建安区第三高级中学
许昌建安区第三高级中学，舊名许昌县第三高级中学（简称许昌县三高），位于河南许昌市建安区城区潩水路。占地面积154亩，建筑面积6.2万平米。

## 简介
东教学楼有5层40个教室，西教学楼有5层38个教室。有西餐厅、东餐厅共2个食堂，可容纳5000余名学生就餐。东寝室楼和西寝室楼可容纳4200个学生住宿。
许昌县三高有1371人参加2015年高考，其中一本上线417人、二本上线943人，本科上线率89.72%居许昌市第一。其中李文以636分居河南省文科第二名，是许昌市文科状元；共有五名考生被北京大学、清华大学录取。

## 区别
- 许昌市第三高级中学